# ケプラー1000b
| 海王星 | ケプラー1000b |
| ------ | ------------- |
| 海王星 | Exoplanet     |

ケプラー1000b（英語: Kepler-1000b）は、地球からはくちょう座の方向に約3,760光年離れた位置にあるF型準巨星 ケプラー1000 を公転している太陽系外惑星である。2016年に、ケプラー宇宙望遠鏡によるトランジット法の観測で発見された1,284個の太陽系外惑星の発見が報告され、ケプラー1000bもそのうちの1つである。質量、半径は共に海王星より大きいとされている。

## 衛星の可能性
2020年6月23日、ケプラー宇宙望遠鏡による観測データを分析した結果、ケプラー1000bを含むケプラー宇宙望遠鏡が発見した8個の惑星にトランジットタイミング変化（TTV）が生じていることが判明し、周囲に 太陽系外衛星 と思われる候補天体が公転している可能性を示した報告論文がarXivに投稿された。ケプラー1000bには、平均で5.21分の公転周期の変動が見られ、この変動はケプラー1000bのヒル半径の0.235倍離れた軌道を公転する地球の1.55倍の質量を持った衛星か、ケプラー1000を公転するケプラー1000bとは別の惑星のいずれかに起因すると考えられている。
しかし、現在の観測技術では衛星候補のトランジットを観測することが出来ず、また、TTVは衛星ではなく未知の惑星の影響で発生することもあるため、その存在が確認されるにはまだ時間を要するとみられている。また、2020年にはこの衛星候補が存在するという説得力のある証拠は得られなかったという研究結果も発表されている。